# گریشا هویان
گریشا موشغی هویان (ارمنی: Գրիշա Մուշեղի Հովեյան؛ زادهٔ ۲ ژانویهٔ ۱۹۵۴) یک سیاستمدار اهل ارمنستان است که از تاریخ ۱۹۹۵ تا تاریخ ۱۹۹۹ سمت نمایندگی دوره اول مجلس ملی جمهوری ارمنستان را برعهده داشت.

## زندگی‌نامه
در ۲ ژانویهٔ ۱۹۵۴ در کامو، به دنیا آمد و از انستیتو دام‌پروری و دام‌پزشکی ایروان فارغ‌التحصیل شد. 